# Антоний (Паканич)
Митрополи́т Анто́ний (в миру Ива́н Ива́нович Пака́нич; 25 августа 1967, село Чумалёво, Тячевский район, Закарпатская область) — митрополит Бориспольский и Броварский, управляющий делами Украинской православной церкви, постоянный член Священного синода Украинской православной церкви, член Межсоборного присутствия Русской православной церкви.
Тезоименитство — 10 (23) июля (преподобного Антония Печерского).

## Биография
Родился 25 августа 1967 года в селе Чумалёво Тячевского района Закарпатской области УССР в крестьянской семье.
В 1982 году окончил Чумалевскую восьмилетнюю школу, а в 1984 году — Драговскую среднюю школу. В 1981—1985 годах нёс послушание старшего иподиакона епископов Мукачевских Саввы и Дамаскина. С 1985 по 1987 год служил в Советской армии.
С 1988 по 1992 год учился в Московской духовной семинарии. После её окончания поступил в Московскую духовную академию. Во время обучения в академии нёс послушание иподиакона ректоров академии архиепископа Александра (Тимофеева) и епископа Филарета (Карагодина). За научную работу на тему «Послание святого апостола Павла к Римлянам в русской библеистике» получил учёную степень кандидата богословия и оставлен преподавателем.
4 января 1994 года ректором Московской духовной академии епископом Дмитровским Филаретом (Карагодиным) пострижен в монашество в честь преподобного Антония Печерского. 18 февраля того же года патриархом Московским и всея Руси Алексием II рукоположён в сан диакона, а 7 октября того же года епископом Филаретом — в сан иеромонаха.
В 1995 году окончил Московскую духовную академию.
С 14 июня по 31 августа 1995 года был помощником инспектора Московской духовной академии, а с 1 сентября по 31 декабря 1995 года — секретарём-референтом академии. С 1 января 1996 года по 9 сентября 2002 года — помощник ректора Московской академии по представительской работе и заведующий церковно-археологическим кабинетом.
В день светлого Христова Воскресения 1999 года патриархом Алексием II был возведён в сан игумена.
9 сентября 2002 года, согласно поданному прошению, направлен на Украину, где вступил в число братии Киево-Печерской лавры, а 26 октября 2002 года был назначен руководителем информационно-просветительского центра Лавры.
11 мая 2003 года стал заведующим канцелярией Киевской митрополии. В неделю Крестопоклонную, 14 марта 2004 года, митрополитом Киевским Владимиром возведён в сан архимандрита.
В октябре 2005 года принимал участие в работе третьего Мирового общественного форума «Диалог цивилизаций», прошедшего на острове Родос.

### Архиерейство
22 ноября 2006 года решением Священного синода Украинской православной церкви назначен епископом Бориспольским, викарием Киевской митрополии. Его наречение состоялось 25 ноября, а хиротония — 26 ноября 2006 года в Трапезном храме Киево-Печерской лавры. Хиротонию совершили митрополиты Киевский и всея Украины Владимир, Черновицкий и Буковинский Онуфрий, архиепископы Тернопольский и Кременецкий Сергий, Львовский и Галицкий Августин, Херсонский и Таврический Иоанн, Вышгородский Павел, Переяслав-Хмельницкий Митрофан, Полтавский и Кременчугский Филипп, епископы Житомирский и Новоград-Волынский Гурий, Белоцерковский и Богуславский Серафим, Черниговский и Нежинский Амвросий, Васильковский Лука и Святогорский Арсений.
31 мая 2007 года назначен ректором Киевских духовных академии и семинарии. Решением Синода Украинской церкви от 14 ноября 2007 года назначен председателем Синодальной богословской комиссии УПЦ; 14 декабря 2007 года возглавил объединённую Богословско-каноническую комиссию Украинской православной церкви.
На Архиерейском соборе Украинской православной церкви 21 декабря 2007 года в Киево-Печерской лавре как председатель Богословско-канонической комиссии возглавил рабочую группу по подготовке изменений к действующему Уставу Церкви. Указом президента Украины от 24 марта 2008 года № 256/2008 включён в состав организационного комитета по подготовке празднования 1020-летия Крещения Киевской Руси. Постановлением Кабинета министров Украины от 23 апреля 2008 года № 419 включён в состав наблюдательного совета национального Киево-Печерского историко-культурного заповедника.
Синодальным решением от 8 мая 2008 года был освобождён от должности председателя Богословско-канонической комиссии и назначен председателем учебного комитета при Синоде.
24 сентября 2008 года возведён в сан архиепископа.
Участник Поместного собора Русской православной церкви 27—29 января 2009 года.
В феврале 2009 года Учёным советом КДА избран заведующим кафедрой Священного Писания Нового Завета
27 мая того же года решением Священного синода Русской православной церкви включён в состав комиссии по образованию Межсоборного присутствия.
9 июля 2009 года был вновь назначен председателем Богословско-канонической комиссии при Синоде. 9 сентября 2009 года включён в состав Синодальной комиссии Украинской православной церкви по диалогу с «Украинской автокефальной православной церковью» и рабочей группы по подготовке диалога с представителями «Киевского патриархата».
С 27 июля того же года — член Межсоборного присутствия Русской православной церкви.
Принял участие в совещании ректоров духовных школ в 2008 году и 13 ноября 2009 года в московском храме Христа Спасителя под председательством патриарха Московского и всея Руси Кирилла.
Решением Священного синода УПЦ от 23 декабря 2010 года освобождён от должности председателя Синодальной богословско-канонической комиссии УПЦ.
21 февраля 2012 года назначен председателем отдела внешних церковных связей Украинской православной церкви.
8 мая 2012 года назначен управляющим делами УПЦ и освобождён от должности председателя отдела внешних церковных связей УПЦ; в тот же день указом митрополита Владимира назначен первым викарием Киевской митрополии Украинской православной церкви.
20 июля 2012 года решением Священного синода Украинской православной церкви освобождён от должности председателя учебного комитета.
19 января 2013 года митрополитом Киевским и всея Украины Владимиром возведён в сан митрополита.

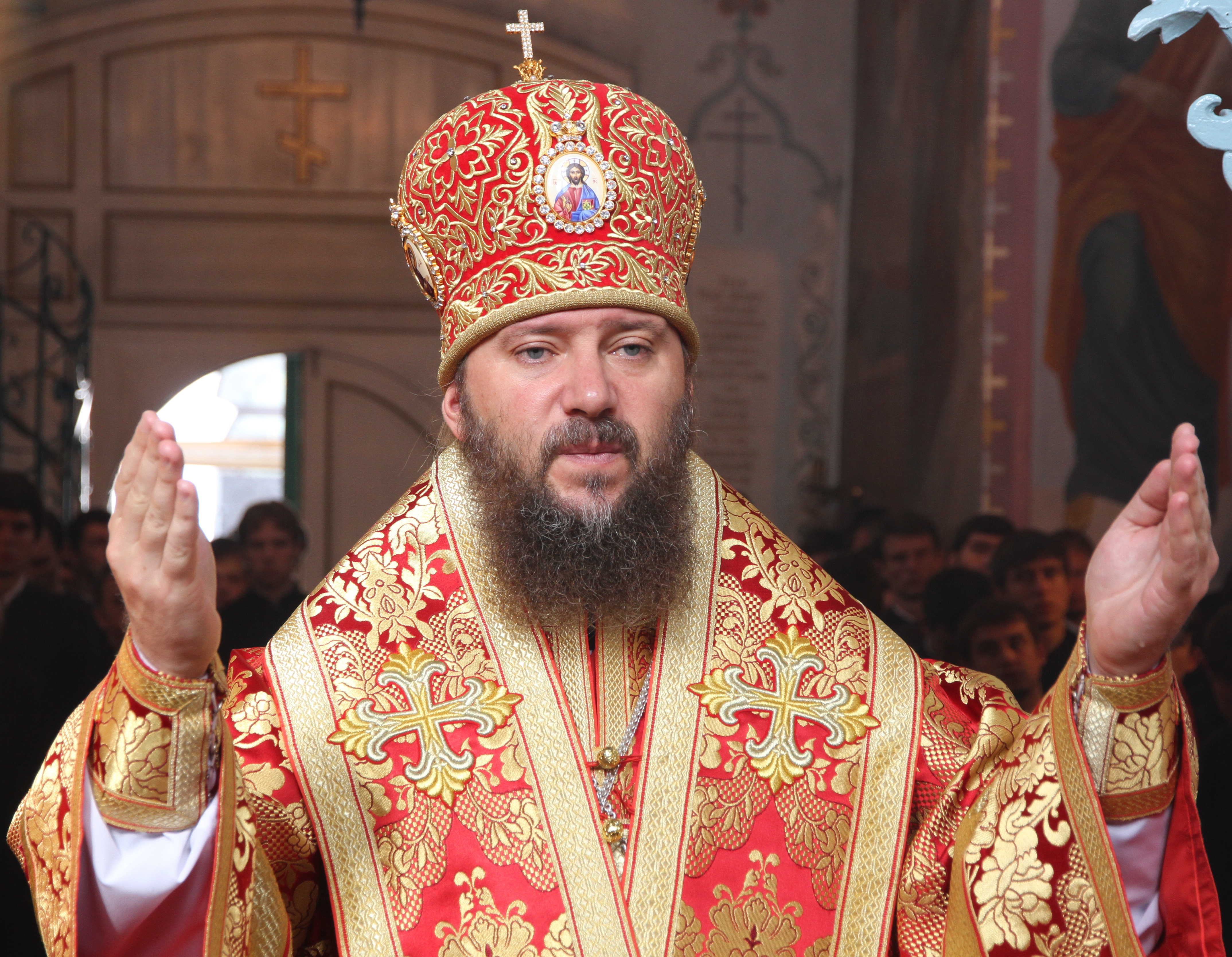
Митрополит Антоний (Паканич) во время литургии в академическом храме Рождества Пресвятой Богородицы по случаю дня памяти апостола Иоанна Богослова 21 мая 2014 года

2—5 февраля 2013 года митрополит Антоний принял участие в Архиерейском соборе Русской православной церкви, где по благословению предстоятеля УПЦ митрополита Владимира возглавил украинских архиереев, принявших участие в работе Собора. В первый день работы Собора митрополит Антоний вошёл в состав редакционной комиссии Собора.
25 сентября 2013 года решением Священного синода Украинской православной церкви (журнал № 58) из состава Киевской епархии выделена Бориспольская епархия, управляющим епархией назначен митрополит Антоний с титулом Бориспольский и Броварский.
1 февраля 2017 года решением Священного синода назначен членом организационного комитета по реализации программы общецерковных мероприятий к 100-летию начала эпохи гонений на Русскую православную церковь.
25 августа 2017 года за литургией в Вознесенском женском монастыре в селе Чумалёво Тячевского района Закарпатской области Украины митрополитом Киевским и всея Украины Онуфрием удостоен права ношения второй панагии.
Решением Синода УПЦ от 21 декабря 2017 года (журнал № 41) освобождён от должности ректора Киевской духовной академии и семинарии.
С 8 декабря 2020 года является членом комиссии Межсоборного присутствия по богословию и богословскому образованию.

## Санкции
12 декабря 2022 года, на фоне вторжения России на Украину, внесён в санкционный список Украины против иерархов УПЦ «за пособничество и оправдание российской агрессии против Украины, а также продвижение идей "русского мира" в стране». Санкции, предусматривают заморозку активов, запрет на ведение коммерческой деятельности сроком на пять лет. По данным СБУ фигуранты санкционного списка согласились на сотрудничество с оккупационными российскими властями, продвигают пророссийские нарративы, оправдывают военную агрессию России в Украине.

## Награды

### Церковные
- орден Украинской Православной Церкви прп. Антония и Феодосия Печерских I степени[32]
- орден Белорусской Православной Церкви свт. Кирила Туровского І степени[33]
- орден Украинской Православной Церкви свт. Петра Могилы[34]
- орден Украинской Православной Церкви прп. Нестора Летописца I степени
- орден Польской Православной Церкви равноап. Марии Магдалины II степени
- 2017 г. — гуманитарный орден Чести и Уважения Кипрской Православной Церкви
- 2017 г. — орден Кипрской Православной Церкви священномученика Ираклидия чудотворца
- 2017 г. — золотой крест Высшего Таксиарха Ордена Православных Крестоносцев Всесвятого Гроба Иерусалимской Православной Церкви
- 2017 г. — орден прп. Сергия Радонежского II ст.;
- 2017 г. — медаль св. ап. Иоанна Богослова (Санкт-Петербургская духовная академия).

### Светские
- Орден «За заслуги» II степени (30 ноября 2013 года) — за значительный личный вклад в социально-экономическое, научно-техническое, культурно-образовательное развитие Украинского государства, весомые трудовые достижения, многолетний добросовестный труд[35]
- Орден «За заслуги» III степени (22 июля 2008 года) — за весомый личный вклад в развитие духовности на Украине, многолетнюю плодотворную церковную деятельность и по случаю 1020-летия крещения Киевской Руси[36]
- Орден Дружбы (Россия, 11 июля 2013 года) — за большой вклад в развитие дружественных отношений между народами и укрепление духовных традиций[37]

## Труды

### Книги
- «Да будет радость ваша совершенна. Проповеди»- К.:ПАО «Випол», 2012. — 244с.[38]
- «Не ходи один» — К.: Издательский отдел УПЦ, 2012. — 154с.
- «Научиться доверять Богу» — К.: Издательский отдел УПЦ, 2011. — 112с.
- «Богословские статьи, доклады и речи. Митрополит Антоний (Паканич)» — К.: Издательский отдел УПЦ, 2013. — 447с.
- «Все мы призваны к святости. Избранные проповеди.» — К. : Издательский отдел УПЦ, 2016. — 256 с.
- «Искусство слышать Бога. Избранные проповеди.» — К. : Издательский отдел УПЦ, 2017. — 352 с., [1] л. ил.
- «Горизонты личной веры. Разговор с паствой.»  —  К. : Издательский отдел УПЦ, 2017. — 432 с., [8] л. цв. илл.
- «Простые истины.» — К., 2017. — 301 с.
- «Сияние жизни вечной. Избранные проповеди.» — К. : Издательский отдел УПЦ, 2019. — 328 с., [1] л. ил.

### Научные
- Послание святого апостола Павла к Римлянам в русской библеистике (кандидатская диссертация).
- Послание святого апостола Павла к Римлянам в отечественной библейской науке с отдельными экскурсами в западную библеистику.

- «Духовная академия на брегах Днепра» — Интервью с епископом Бориспольским Антонием (Паканичем), ректором Киевской духовной академии и семинарии, Встреча № 1(26), 2008.
- «Не просто музей, а продолжение храма» — Интервью с заведующим Церковно-археологическим кабинетом игуменом Антонием (Паканичем), Встреча, № 3(13), 2000.
- «Ответы на вопросы архимандрита Антония (Паканича)», Печерский благовестник, № 1-2, 2004.
- «Ответы на вопросы архимандрита Антония (Паканича)», Печерский благовестник, № 1, 2005.
- «„У Церкві ніхто не самотній“ — ответы на вопросы архимандрита Антония (Паканича)», Печерский благовестник, № 2, 2005.
- «„Святість — тернистий шлях усього життя“ — ответы на вопросы архимандрита Антония (Паканича)», Печерский благовестник, № 3, 2005.
- «Ответы на вопросы архимандрита Антония (Паканича)», Печерский благовестник, № 4, 2005.
- «Ответы на вопросы епископа Антония (Паканича)», Печерский благовестник, № 1, 2007.
- «„Духовна робота об’єднує Бога і людину“ — ответы на вопросы епископа Антония (Паканича)», Печерский благовестник, № 2, 2007.
- "«Ми тільки на початку шляху» — интервью с Ректором КДАиС епископом Бориспльским Антонием, Печерский благовестник, № 2, 2007.
- «Предательство Иуды Искариотского», Україна Православна, май 2006.
- "«Ваш апокалипсис на каждый день». Интервью, " Зеркало недели, газета, № 27 (656) 14 — 20 июля 2007.
- «Изменения в Уставе должны отобразить нынешнее состояние УПЦ», Церковная газета, № 25 (201), декабрь 2007.
- Веб-конференция преосвященного Антония, епископа Бориспольского, декабрь 2007:
- «Статут про управління Української Православної Церкви» (недоступная ссылка)
- «Современные условия и перспективы для духовного образования в Украине», выступление на Архиерейском Соборе 2008 года.
- «Игры в религию приводят к психическим расстройствам», Православие в Украине, ноябрь 2008.
- «Православие — религия радости», диалог между ректором Киевской духовной академии и семинарии архиепископом Бориспольским Антонием и заместителем начальника Государственного управления делами Президента Украины Ростиславом Любомировичем Валихновским, Информационное агентство ИнтерМедиа Консалтинг, апрель 2009.
- «Священников и врачей нельзя учить заочно», Фома, октябрь 2009.
- «Розділення — це неприродний стан для Церкви»
- «Чекати кардинальних перемін не потрібно…», Православие в Украине, 9 сентября 2009 (недоступная ссылка)
- Интервью «Святитель Димитрий олицетворял новую плеяду богословов, открытых культуре…», Религия в Украине, 10 ноября 2009:
- http://religion.in.ua/main/interview/2393-svyatitel-dimitrij...tml (недоступная+ссылка)
- «Поместные Церкви и церковное единство. Несколько слов о церковной автокефалии», Тр. Киевской Духовной Академии, № 8, 2008.
- «Отношение православных к „смысловому“ переводу Библии», Тр. Киевской Духовной Академии, № 9, 2008.
- «Перспективи розвитку духовної освіти в Україні», Тр. Киевской Духовной Академии, № 9, 2008.
- «Православна відповідь на виклик кризи сучасного суспільства», Тр. Киевской Духовной Академии, № 10, 2009.
- «Повод и цель написания Послания апостола Павла к Римлянам», Тр. Киевской Духовной Академии, № 10, 2009.
- «С чувством братского единства», интервью Высокопреосвященнейшего Антония, архиепископа Бориспольского ректора Киевской духовной академии и семинарии, Русский инок, февраль 2009.
- "Интервью епископа Бориспольского Антония, ректора КДАиС, председателя Богословской комиссии Украинской православной церкви: «Изменения в уставе должны отобразить нынешнее состояние УПЦ», Церковня газета, № 25 (201), декабрь 2007.
- Веб-конференция преосвященнейшего Антония, епископа Бориспольского Ректора Киевской Духовной Академии и Семинарии «В Духовной школе все вопросы решаются индивидуально, универсальных способов нет», Православная газета, № 4 (206), 2008.
- «Священство — це самовіддане служіння Богу і людям, іноді служіння аж до самопожертви» — интервью ректора КДАиС архиепископа Бориспольского Антония, сайт Белоцерковской епархии, 22 апреля 2009.
- «Будь яка людина церкви — солдат», журнал Україна, № 3, 2009.
- Архиепископ Бориспольский Антоний: Не представляю себе священника, незнакомого с творчеством великих писателей и поэтов
- Митрополит Бориспольский Антоний: Перед Церковью стоит задача сохранить самобытность православного духовного образования
- МИТРОПОЛИТ АНТОНИЙ: ЧЕМ ОПАСНЫ РАСКОЛЫ?
- РАЗГОВОР С МИТРОПОЛИТОМ АНТОНИЕМ О ЦЕРКОВНОМ ИСКУССТВЕ И ХОРОШЕМ ВКУСЕ
- Чем христианский патриотизм отличается от национализма?-Интервью Митрополита Антония порталу «Православная жизнь».
- Митрополиту Онуфрію - 70! День народження Предстоятеля дає нам всім можливість відчути себе єдиною родиною - керуючий справами УПЦ
- Митрополит Антоний (Паканич): Православные греки и болгары плачут, переживая за Украину
- Митрополит Антоний (Паканич): Стать святым — обязательная задача для каждого из нас
- Управляющий делами УПЦ — о выборах Киевского митрополита в условиях войны
- Митрополит Антоний (Паканич): О помощи беженцам, волонтерах и деятельных монахах
- Митрополит Антоній (Паканич): Щоб вирішити проблеми сучасності, нам потрібно усвідомити свою історію
- Митрополит Антоний: «Главное — достичь мира на украинской земле»
- Митрополит Антоний (Паканич): «Я благодарен Богу за то, что Он определил мне носить имя этого великого святого».
- Митрополит Антоний (Паканич) — о преподобном Антонии Печерском — управляющий делами УПЦ, ректор КДАиС рассказал УНИАН о своем небесном покровителе
- Митрополит Антоний (Паканич): Наш епископат един в стремлении достичь мира для Украины
- Митрополит Антоній про те, як християнину належить ставитися до наклепів
- «Добрый юмор — индикатор духовной трезвости» — митрополит Антоний (Паканич)
- Митрополит Антоний (Паканич): «Церковь не молчит»
- В Киевских духовных школах выпускной: ректор КДАиС и студенты — о годах учёбы
- «Митрополит Антоний (Паканич): Петров пост мы должны посвятить тому, чтобы ненависть и злоба ушли из нашей жизни»
- «Главные слова Троицы. Что нам надо держать в уме и в сердце?»
- «О культуре духовенства, о невестах семинаристов и монашестве»
- Актуальное интервью митрополита Антония газете «Сегодня»
- Вход Господень во Иерусалим: о чём нужно помнить и молиться?
- Митрополит Антоний: «Верующий человек не должен допускать, чтобы им манипулировали, втягивая в политическую борьбу»
- «Управляющий делами УПЦ: Мы призываем священников быть патриотами и не допускать сепаратистских настроений среди мирян»
- «Именно ответственность не позволяет свободе превратиться в произвол» — интервью газете «День»
- «Мариино стояние»: Зачем поднимать тему блуда в Великом посту? — Митрополит Антоний (Паканич)
- Как не превратить нашу «Лествицу» восхождения к Богу на «Вавилонскую башню»? — Митрополит Антоний (Паканич)
- Как нести свой крест? — Управляющий делами УПЦ митрополит Антоний
- Митрополит Антоний: «Даже если виновные в произошедшем уйдут от человеческого суда, то никто не уйдет от суда Бога»
- Керуючий справами УПЦ митрополит Антоній: «Я готовий відповісти за кожне своє слово і за кожну свою дію»
- Митрополит Антоній: «Ми зазирнули в жахливе обличчя смерті…»
- Скоро Великий пост и Прощенное воскресение: митрополит Антоний о победе над грехом Любовью
- «Важно, чтобы события на Майдане стали прививкой от насилия и агрессии» – митрополит Антоний

- Доклад ректора КДАиС архиепископа Бориспольского Антония на ІІІ Международной научно-практической конференции «Духовное и светское образование: история взаимоотношений — современность — перспективы» (17.10.2011)
- Доклад ректора Киевской духовной академии и семинарии архиепископа Бориспольского Антония на XI Международных чтениях. Тема доклада: «„Детство“ и „младенчество“ в Священном Писании Нового Завета» (25.09.2011, г. Киев)
- Доклад ректора Киевской духовной академии и семинарии архиепископа Бориспольского Антония на конференции «Православ’я — цивілізаційний стрижень слов’янського світу»: «Православна богословська освіта в Європі: єдність в різноманітті» (16.06.2011)
- Доклад ректора Киевской духовной академии и семинарии архиепископа Бориспольского Антония на конференции «Дар старости: православные и католики на пути милосердия» (4.05.2011, г. Рим)
- Доклад ректора Киевской духовной академии и семинарии архиепископа Бориспольского Антония на конференции «Наследие протоиерея Сергия Булгакова в современном социогуманитарном дискурсе» (13.05.2011)
- Доклад ректора Киевской духовной академии и семинарии архиепископа Бориспольского Антония на ІІ Ежегодной студенческой конференции «Студенческая наука в духовной школе».(15.03.2011)
- Доклад Председателя Учебного Комитета УПЦ, ректора Киевской духовной академии архиепископа Бориспольского Антония на заседании международной научно-практической конференции «Украина — Ватикан в контексте христианской Европы» в Папском университете «Анджеликум».(г. Рим, Италия/10.12.2010)
- Доклад ректора Киевской духовной академии и семинарии архиепископа Бориспольского Антония на открытии X Международных Успенских чтений.
- Доклад ректора КДАиС архиепископа Бориспольского Антония на заседании Учебного комитета при Священном Синоде УПЦ, посвященного вопросам реформирования духовного образования./17 сентября 2010 г. Киевская духовная академия и семинария
- «Взаимосвязь духовного и физического здоровья: православный взгляд» /«Здоровый образ жизни: научный и православный взгляды», конференция посвященная 200-летию со дня рождения Н. И. Пирогова, 25-27 мая 2010 г. Самара
- Доклад Высокопреосвященнейшего Антония, Архиепископа Бориспольского, Председателя Учебного комитета при Священном Синоде УПЦ, Ректора Киевской Духовной Академии и Семинарии «Таинство Евхаристии — таинство бедных: Литургия и милосердие.» 4 мая 2010 г. г. Рим. Международная конференция «Бедные — сокровище Церкви. Православные и католики на пути милосердия»
- Доклад Высокопреовященнейшего Антония, Архиепископа Бориспольского, Председателя Учебного комитета при Священном Синоде УПЦ, Ректора Киевской Духовной Академии и Семинарии на международной научной конференции. «Православие и современность: опыт встречи» (1 мая 2009 г.).
- Доклад Высокопреовященнейшего Антония, Архиепископа Бориспольского, Председателя Учебного комитета при Священном Синоде УПЦ, Ректора Киевской Духовной Академии и Семинарии на научно-практической конференции. «„Пересопницкое Евангелие ― святыня украинского народа“» (23 мая 2008 г.)
- «Святоотеческие основания таинства Священства»/V Международная богословская конференция РПЦ «Православное учение о церковных таинствах», Москва, 13-16 ноября 2007 г.
- «Святоотеческие основания таинства Священства», V Международная богословская конференция РПЦ Православное учение о церковных таинствах, Москва, 13-16 ноября 2007.
- «Историософия „Слова о Законе и Благодати“», VIII международные Успенские чтения Память и история: на перекрестке культур, Киев, 29 сентября 2008.
- «Православие и СОВРЕМЕННОСТЬ — ВСТРЕЧА ДИСКУРСОВ», международная научно-практическая конференция ПРАВОСЛАВИЕ И СОВРЕМЕННОСТЬ: ОПЫТ ВСТРЕЧИ (к 100-летию Киевского Религиозно-философского общества и сборника «Вехи»), 1 мая 2009.

Больше…